# Monoaminoxidasen
Die Monoaminoxidasen (MAO) sind mitochondriale Enzyme, die Monoamine durch Desaminierung mit Hilfe von H2O und O2 zu den entsprechenden Aldehyden, Ammoniak und Wasserstoffperoxid abbauen. Diese Reaktionen sind Teil der Biotransformation in Eukaryoten und dienen dem Abbau giftiger Substanzen.
Man unterscheidet zwischen Monoaminoxidase-A (MAO-A), deren entferntes Homolog auch bei Pilzen nachgewiesen wurde, und der paralogen Monoaminoxidase-B (MAO-B), die es nur bei Säugetieren gibt. MAOs sind Membranproteine der äußeren Mitochondrienmembran. Beide MAO-Gene sind auf dem kurzen Arm des X-Chromosoms lokalisiert.
MAO-A und MAO-B finden sich im Gehirn in den Astrozyten und Neuronen, aber auch außerhalb des Gehirns. Beide MAO-Enzyme sind vorwiegend in der Außenmembran der Mitochondrien lokalisiert.

## Desaminierung durch MAO-A und MAO-B
Die Desaminierung durch MAO-A und MAO-B weist sowohl Gemeinsamkeiten als auch Spezialisierungen auf. Im Einzelnen:
- Serotonin, Melatonin, Noradrenalin und Adrenalin werden vorwiegend durch die MAO-A abgebaut.
- Phenethylamin und Benzylamin werden vorwiegend durch die MAO-B abgebaut.
- Beide MAO-Typen bauen Dopamin, Tyramin und Tryptamin gleichermaßen ab.[4]

Die Desaminierung von Serotonin, Adrenalin, Noradrenalin und Dopamin erfolgt unter Bildung folgender Abbauprodukte:
- Serotonin zu Hydroxyindolylaldehyd, darauf folgt Oxidation durch Aldehyd-Dehydrogenasen zu 5-Hydroxyindolylessigsäure (5-HIES)
- Adrenalin sowie Noradrenalin zu 3,4-Dihydroxymandelsäure
- Dopamin zu 3,4-Dihydroxyphenylessigsäure

Einige Abbauprodukte der Catechol-O-Methyltransferase werden durch die MAO-A weiter zerlegt:
- Metanephrin sowie Normetanephrin zu Vanillinmandelsäure
- 3-Methoxytyramin zu Homovanillinsäure

## MAO-A
Beim Menschen ist die MAO-A außerhalb des Gehirns vorwiegend in den Nervenenden des sympathischen Nervensystems, in den Schleimhäuten des Darms und der Plazenta zu finden. Sie baut die Monoamin-Neurotransmitter Serotonin, Noradrenalin und Dopamin ab, absteigend geordnet nach dem Einfluss der MAO-A auf ihren Abbau. Mutationen im MAOA-Gen oder an seinem Promoter können zum MAO-A-Mangel und bei völligem Ausfall zum Brunner-Syndrom führen, das mit leichter geistiger Behinderung einhergeht. Die direkte Assoziation von MAO-A-Mangel mit Sucht- und Aggressionsverhalten konnte bisher in keiner Studie belegt werden.

### MAO-A-Varianten und menschliches Verhalten
Die Lokalisierung der MAO-Gene beim Menschen auf dem X-Chromosom macht es schwierig, einerseits gleichermaßen gültige Aussagen für Männer und Frauen zu treffen, andererseits Ergebnisse aus Tierversuchen auf den Menschen zu übertragen. Der Grund ist, dass Männer nur eine Kopie des X tragen und Veränderungen am MAO-A-Gen sich so anders auswirken, als wenn noch eine normale Kopie vorhanden wäre. Dennoch wurden Genvarianten gefunden, die auch in Studien mit großer Anzahl Teilnehmer mit Verhaltensänderungen assoziiert waren, wenn auch nur unter bestimmten Bedingungen. Beispielsweise wurde nachgewiesen, dass ein Allel des MAO-A-Gens, welches über eine geringere Transkriptionseffizienz verfügt, mit höheren Schulden im Zusammenhang steht.

#### Das Brunner-Syndrom
Ein kompletter Ausfall der Monoaminoxidase A (Monoaminoxidase-A-Mangel) kann zum Brunner-Syndrom führen.

#### Die Dunedin-MAO-Studie
Die Dunedin Multidisciplinary Health and Development Study ist eine auf lange Laufzeit angelegte Kohortenstudie, die 1047 Personen begleitet, die im Lauf eines bestimmten Jahres in Dunedin, Neuseeland geboren wurden. Caspi und Mitautoren untersuchten 2002 an den Teilnehmern die Hypothese, ob Männer, die als Kinder misshandelt wurden, unterschiedlich mit ihrer Vergangenheit klarkommen, und ob etwaige Unterschiede darin von der Höhe der MAO-A-Aktivität abhängen. Man wusste aus früheren Studien, dass misshandelte Tierjunge im Urin ähnlich veränderte Monoaminwerte aufweisen wie unter MAO-A-Mangel.
Anhand eines sogenannten VNTR im Promoter des MAOA-Gens schätzten Caspi u. a. die MAO-A-Aktivität ab und stuften sie in zwei Körbe ein: hoch und niedrig. Weiterhin wurde sogenanntes antisoziales Verhalten durch Auftreten eines von vier Symptomen festgestellt, wobei jedes Symptom unabhängig nach einer entsprechenden Norm bewertet wurde. In allen vier Gruppen, bei denen ein antisoziales Symptom auftrat, waren niedrige MAO-A-Werte ein eindeutiger Risikofaktor dafür. Im Ganzen gesehen stellten die misshandelten Personen mit niedrigem MAO-A-Wert 12 Prozent der Gesamtheit dar, aber 44 Prozent der wegen einer Gewalttat verurteilten. 85 Prozent der misshandelten Männer mit niedrigem MAO-A-Wert entwickelten das von der Studie definierte antisoziale Verhalten.
In den Jahren 2004 bis 2006 erschienen sechs weitere Studien, die teilweise die Ergebnisse der Dunedin-Studie Caspis bestätigten, teilweise aber keine Hinweise darauf finden konnten. Bemerkenswert wegen der Anzahl ihrer Teilnehmer ist die Arbeit von Frazzetto und Mitautoren, die 2007 anhand einer gemischten Gruppe von 235 Psychiatriepatienten und gesunden Personen eine Bestätigung dafür ermittelten, dass ein niedriger MAO-A-Wert aufgrund des VNTR im Promoter zusammen mit einer Misshandlung in der Kindheit mit einem erhöhten Risiko für späteres aggressives Verhalten assoziiert sind.

#### Warrior Gene und die Māori
Auf der 73. Konferenz der American Association of Physical Anthropologists im Jahr 2004 präsentierte Gibbons Daten über das MAOA-Gen bei anderen Primaten und spekulierte über die Möglichkeit, dass bestimmte Varianten des Gens den Trägern einen Vorteil in der Evolution verschafft hätten. Er nannte diese Varianten oder das Gen das warrior gene (deutsch: Krieger-Gen). Allerdings waren bisher die einzigen stichhaltigen Ergebnisse von Studien mit großer Teilnehmerzahl nur bei starkem MAO-Mangel oder bei kindlichen Misshandlungserfahrungen erzielt worden.
Massenmedial verbreitet wurde der Begriff des Warrior Gene erstmals, nachdem Lea und Mitautoren auf dem dreizehnten internationalen Congress of Human Genetics im Jahr 2006 Daten veröffentlichten, die zeigen sollten, dass die südpazifische Ausbreitung der Māori mit einer höheren Wahrscheinlichkeit für niedrige MAO-A-Werte einherging. Auch hier wurde ein direkter Zusammenhang mit dem Verhalten suggeriert, der so nicht gesichert ist. Zudem war die Arbeit von Caspi, auf die sich Lea bezog, mit europäischstämmigen Teilnehmern durchgeführt worden, während Leas Daten von 17 Māori stammten, von denen dann 60 Prozent erniedrigte MAO-A-Werte aufwiesen.
Neuseeländische und überregionale Medien verbreiteten daraufhin Leas Behauptungen zusammen mit Interviewzitaten. Nach Veröffentlichung von Kritik aus den wissenschaftlichen Reihen antwortete Lea mit einem Fachartikel, in welchem er der Australian Press Association Missverständnisse und fehlerhafte Zitate vorwarf. Die Einrichtung einer Ethikkommission mit Māori-Beteiligung wurde angekündigt. Deren zusammenfassender Review erschien 2009 unter dem Titel „Kriegergene und die Krankheit, Māori zu sein“ und hebt neben den offensichtlichen wissenschaftlichen Problemen der bisherigen Arbeiten hervor, dass keine der in der Literatur mit MAO-A-Mangel assoziierten psychischen Krankheiten für ein solches Unternehmen wie die Besiedlung des Südpazifik oder die militärische Fitness von Kriegern zuträglich seien.

## MAO-B

Wirkung eines TAAR1- Agonisten auf ein Neuron

Die MAO-B baut im ZNS insbesondere β-Phenylethylamin (PEA) und Benzylamin, und ebenso wie die MAO-A Dopamin ab. Seine Rolle beim Abbau des Neurotransmitters Dopamin macht die medikamentöse Blockade der MAO-B zu einer der möglichen Optionen in der Behandlung der Parkinson-Krankheit. Der Abbau von PEA führt indirekt (mutmaßlich durch geringere TAAR1 Aktivierung) zu einer geringeren Ausschüttung des Neurotransmitters Noradrenalin, welcher von der MAO-A abgebaut wird. Eine medikamentöse (Teil-)Blockade beider MAO-Enzyme hat daher stärkere Auswirkung auf den Noradrenalinspiegel als die selektive Blockade der MAO-A.
Marvin Zuckerman untersuchte im Zusammenhang Sensation Seeking biochemische Korrelate. Demnach korrelieren MAO-B-Konzentrationen negativ mit selbstbeurteiltem Sensation Seeking (aber auch Aggressivität
und Impulsivität).

## MAO-Hemmer
Es gibt natürliche und künstlich synthetisierte Stoffe, die dieses Enzym hemmen und entsprechend Monoaminooxidase-Hemmer (MAOH) genannt werden. Einige Arzneistoffe mit MAOH-Wirkung werden als Antidepressiva verwendet.
Der natürliche MAOH Harmalin wird traditionell von verschiedenen südamerikanischen Indianervölkern in traditionellen  Ayahuasca-Zeremonien genutzt.

## Weiterführende Literatur
- D. C. Rowe: Biology and Crime. New York, Oxford University Press, 2007, ISBN 978-0-19-533009-0.
- R. A. Philibert, T. D. Gunter, S. R. Beach, G. H. Brody, A. Madan: MAOA methylation is associated with nicotine and alcohol dependence in women. In: Am. J. Med. Genet. B Neuropsychiatr. Genet. 147B, Nr. 5, Juli 2008, S. 565–570, doi:10.1002/ajmg.b.30778, PMID 18454435.
- D. A. Nielsen, V. Yuferov, S. Hamon u. a.: Increased OPRM1 DNA methylation in lymphocytes of methadone-maintained former heroin addicts. In: Neuropsychopharmacology. Band 34, Nr. 4, März 2009, S. 867–873, doi:10.1038/npp.2008.108, PMID 18650805.
- M. C. Ho, C. G. Cherng, Y. P. Tsai u. a.: Chronic treatment with monoamine oxidase-B inhibitors decreases cocaine reward in mice. In: Psychopharmacology (Berl.). Band 205, Nr. 1, Juli 2009, S. 141–149, doi:10.1007/s00213-009-1524-5, PMID 19343328.
- M. Rivera, B. Gutiérrez, E. Molina u. a.: High-activity variants of the uMAOA polymorphism increase the risk for depression in a large primary care sample. In: Am. J. Med. Genet. B Neuropsychiatr. Genet. 150B, Nr. 3, April 2009, S. 395–402, doi:10.1002/ajmg.b.30829, PMID 18626920.
- A. M. Dlugos, A. A. Palmer, H. de Wit: Negative emotionality: monoamine oxidase B gene variants modulate personality traits in healthy humans. In: J Neural Transm. Band 116, Nr. 10, Oktober 2009, S. 1323–1334, doi:10.1007/s00702-009-0281-2, PMID 19657584.